# Zvenîhorodka
Zvenîhorodka (în ucraineană Звенигородка) este orașul raional de reședință al raionului Zvenîhorodka din regiunea Cerkasî, Ucraina. În afara localității principale, nu cuprinde și alte sate.

## Demografie
Componența lingvistică a orașului Zvenîhorodka
     Ucraineană (96,36%)
     Rusă (2,99%)
     Alte limbi (0,46%)
Conform recensământului din 2001, majoritatea populației orașului Zvenîhorodka era vorbitoare de ucraineană (96,36%), existând în minoritate și vorbitori de rusă (2,99%).